# Hodoni

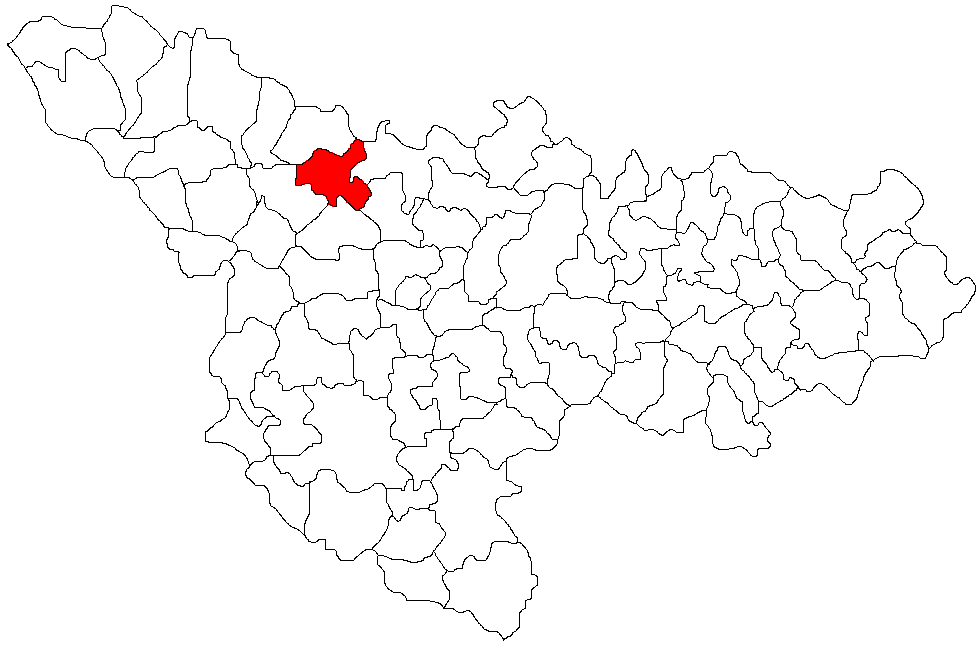
Lage der Gemeinde Satchinez im Kreis Timiș

Hodoni (deutsch Hodon, ungarisch Hodony) ist ein Dorf im Kreis Timiș, Banat, Rumänien. Hodoni gehört zur Gemeinde Satchinez.

## Lage
Hodoni liegt an der Bahnlinie Timișoara–Valcani, circa 20 km nordwestlich von Timișoara. 

## Nachbarorte
| Satchinez       | Bărăteaz                                    | Călacea   |
| Biled           | Kompassrose, die auf Nachbargemeinden zeigt | Carani    |
| Becicherecu Mic | Dudestii Noi                                | Sânandrei |

## Etymologie
Die Ortschaft wurde 1480 unter dem Namen „Odon“ erstmals urkundlich erwähnt. In den Kammerregistern aus dem Jahr 1717 wurde „Hodogu“ mit 15 Häusern geführt. Auf der Mercykarte von 1723 bis 1725 ist „Hodon“ eingetragen und in den Aufzeichnungen von 1770 bis 1780 wird „Odoign“ gelistet. 1840 wurde das Gut „Hodony“ von dem Grafen Georg Manaszy erworben.

## Geschichte
Archäologische Funde belegen, dass die Ortschaft schon zur Zeit des Neolithikums bewohnt war. Es wurden Artefakte aus der Zeit der Vinča- und Theiß-Kultur sichergestellt. 
Nach dem Frieden von Passarowitz am  21. Juli 1718 wurde das Banat nach 164 Jahren Türkenherrschaft der Habsburgermonarchie angeschlossen und als kaiserliche Kron- und Kammerdomäne der Wiener Reichsregierung unterstellt. Die Entwicklung der Gemeinde ist eng mit den Kolonialisierungen im 18. Jahrhundert verbunden. Zuerst kamen Rumänen aus Sanktandreas und aus der Fogorascher Gegend. 1788/89 ist eine rumänische Schule mit neun Schülern erwähnt. Die ersten Deutschen kamen 1843 aus den umliegenden Dörfern durch Binnenwanderung. Der damalige Gutsherr Georg Mamossy siedelte die Deutschen an, um den Tabakanbau auf seinem Gut zu gewährleisten.
1812 erwarb Graf Manaszy das Gut. Er nahm den Namenszusatz „von Hodony“ an. 1840 wurde das Herrschaftskastell der Grafenfamilie gebaut. Das Kastell hatte zahlreiche Nebengebäude sowie Parks mit Baumbeständen und Alleen. Nach 1874 ging das Anwesen nacheinander in den Besitz mehrerer Familien. 
Infolge des österreichisch-ungarischen Ausgleichs im Februar 1867 kam das Banat innenpolitisch unter ungarische Verwaltung. Es setzte eine gewaltige Magyarisierungswelle ein, die zu Beginn des 20. Jahrhunderts ihren Höhepunkt erreichte. 
Im Jahr 1877 wechselte Hodon in den Besitz von Erzherzog Johann Salvator von Österreich-Toskana. 1879 sind Bela und Geza Erös die Besitzer des Grundbesitzes und 1888 kauften Johann und Michael Kastory das Gut.
Während des Zweiten Weltkriegs erwarb der Temeswarer Händler Toma Surlaş das Anwesen. In den 1960er Jahren fiel das Gutshaus mit Gehöft infolge der Nationalisierung an den Staat. Hier wurde die lokale Verwaltung des Agro-industriellen Kombinats Timiș (rumänisch: Combinatul agro-industrial Timiș, abgekürzt COMTIM) untergebracht. 2004 erfolgte die Rückerstattung an die ehemaligen Besitzer. Heute ist das Kastell ein touristischer Anziehungspunkt in der Region.
Am 4. Juni 1920 wurde das Banat infolge des Vertrags von Trianon dreigeteilt. Der größte, östliche Teil, zu dem auch Hodon gehörte, fiel an das Königreich Rumänien. 
Infolge des Waffen-SS-Abkommens vom 12. Mai 1943 zwischen der Antonescu-Regierung und Hitler-Deutschland wurden alle deutschstämmigen wehrpflichtigen Männer in die deutsche Armee eingezogen. 
Noch vor Kriegsende, im Januar 1945, fand die Deportation aller volksdeutschen Frauen zwischen 18 und 30 Jahren und Männer im Alter von 16 bis 45 Jahren zur Aufbauarbeit in die Sowjetunion statt.
Das Bodenreformgesetz vom 23. März 1945, das die Enteignung der deutschen Bauern in Rumänien vorsah, entzog der ländlichen Bevölkerung die Lebensgrundlage. Der enteignete Boden wurde an Kleinbauern, Landarbeiter und Kolonisten aus anderen Landesteilen verteilt. Anfang der 1950er Jahre wurde die Kollektivierung der Landwirtschaft eingeleitet. 
Durch das Nationalisierungsgesetz vom 11. Juni 1948, das die Verstaatlichung aller Industrie- und Handelsbetriebe, Banken und Versicherungen vorsah, fand die Enteignung aller Wirtschaftsbetriebe unabhängig von der ethnischen Zugehörigkeit statt.

## Demografie
| 1880 | 1507 | 757  | 24 | 707 | 19 |
| 1910 | 1336 | 719  | 40 | 576 | 1  |
| 1930 | 1176 | 568  | 17 | 584 | 7  |
| 1977 | 1225 | 1015 | 13 | 184 | 13 |
| 2002 | 1183 | 1118 | 20 | 11  | 34 |

## Persönlichkeiten
- Vincențiu Babeș (1821–1907), Rechtsanwalt, Publizist, Politiker, Vater von Victor Babeș.
- Johann Zornek (1928–2005), Musiker, Musikpädagoge, Orchesterleiter